# Domenico Meldolesi
Domenico Meldolesi (Castiglione di Ravenna, 12 gennaio 1940 – Mel, 3 gennaio 1992) è stato un ciclista su strada italiano.
Professionista dal 1962 al 1967, vinse una tappa al Giro d'Italia 1965.

## Carriera
Iniziò a correre nel 1958, nella categoria allievi, per la società ciclistica Rinascita di Ravenna. Passò quindi nell'allora categoria dilettanti nella quale, tra il 1959 e il 1961, conquistò circa venti vittorie, tra cui il Campionato emiliano del 1960, e due convocazioni, nel 1960 e nel 1961, con la nazionale italiana per i Campionati mondiali, anche se in effetti non correrà mai la competizione iridata.
Passato al professionismo nel 1962 con la squadra della Molteni, ebbe una carriera assai alterna, con momenti positivi accompagnati da pause piuttosto lunghe; questa incostanza di rendimento, in particolare per un passista quale Meldolesi era, ne limitò molto i risultati. Nella sua carriera professionistica vinse soltanto due gare: il Gran Premio di Ceprano e, il suo trionfo più prestigioso, la decima tappa del Giro d'Italia 1965, da Messina a Palermo, in volata. Nella stessa edizione del Giro ottenne anche due secondi posti di tappa e concluse 74º nella classifica generale.
Trasferitosi a Mel (provincia di Belluno) e ritiratosi dall'attività nel 1967, morì nel 1992 per un tragico incidente, rimanendo schiacciato da un grosso albero che stava tagliando nel cortile di casa sua.

## Palmarès
- 1965

10ª tappa Giro d'Italia

## Piazzamenti

### Grandi giri
- Giro d'Italia

1965: 74º
- Vuelta a España

1967: ritirato

### Classiche
- Milano-Sanremo

1965: 85º